# کتچوم (اکلاهما)
کتچوم(به انگلیسی: Ketchum) شهری در ایالت اکلاهما کشور ایالات متحده آمریکا است که جمعیت آن در سرشماری سال ۲۰۱۰ میلادی، ۴۴۲ نفر بوده‌است.